# Henrik Larsson
Henrik Larsson   (Helsingborg, 20 de setembre de 1971), és un exfutbolista suec que jugava com a davanter, i que posteriorment va fer d'entrenador de futbol. És membre de l'Orde de l'Imperi Britànic des del 2006.

## Biografia
Va començar jugant al Högaborgs. Més tard va fitxar per un equip de la segona divisió sueca, el Helsingborgs IF. Amb aquest equip va pujar a la primera divisió sueca.
L'any 1993 va fitxar pel Feyenoord. Hi va romandre quatre temporades durant les que va guanyar dos cops la Copa d'Holanda.
El 1997 se'n va anar a jugar a Escòcia, amb el Celtic FC va guanyar quatre lligues, dues Copes, tres copes de la lliga i un subcampionat de la Copa de la UEFA. A més va ser cinc cops el màxim golejador de la lliga escocesa. El 2001 va guanyar també la Bota d'Or, guardó donat al màxim golejador europeu, després de fer 35 gols en una temporada. El novembre del 2003 fou nomenat Golden Player de Suècia com el futbolista del país més destacat dels darrers 50 anys.

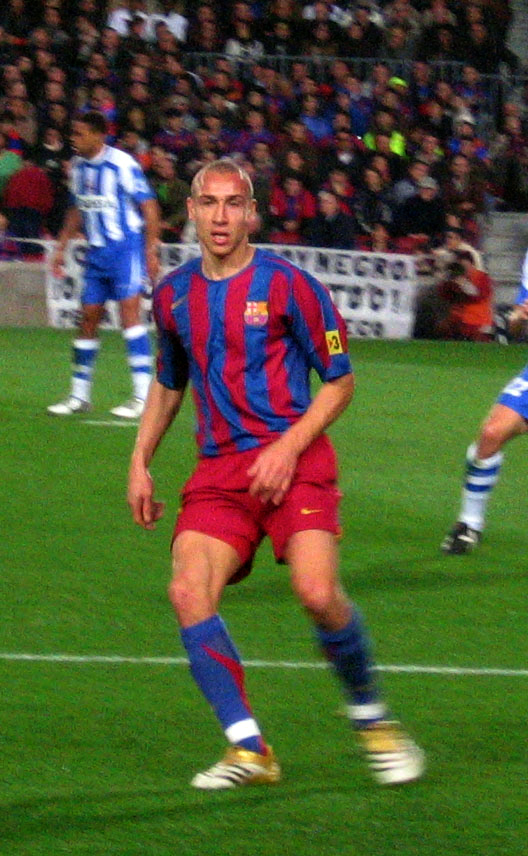
Larsson en un partit amb el Barça.

El 2004 va fitxar pel FC Barcelona. Va debutar el 29 d'agost del 2004 al partit Racing 0 - 2 FC Barcelona. Amb el Barça va ser campió de Lliga les temporades 2004-05 i 2005-06. Va guanyar també una Supercopa d'Espanya i va tenir un paper decisiu a la Lliga de Campions de la UEFA guanyada pel Barça el 2006, amb dues assistències de gol que van donar el triomf contra l'Arsenal Football Club.
Va ser investit doctor honoris causa per la Universitat de Strathclyde (Glasgow, Escòcia), per la seva contribució a l'esport i la beneficència el 2005. Un any més tard va rebre l'Orde de l'Imperi Britànic, a petició del club escocès i concedida per la reina Isabel II, que el feia Membre de l'Imperi Britànic, per la seva aportació al futbol del Regne Unit, malgrat que rares vegades es dona a civils estrangers.
Després de dues temporades al FC Barcelona, va tornar al club de la seva ciutat natal, Helsingborg, quan va acabar el contracte amb el Barça el 2006. Amb el club suec va debutar el 6 de juliol en un partit de la Copa de Suècia, guanyant per 1:3 al Hammarby.
El desembre del 2006, però, accepta l'oferta del Manchester United i torna al futbol d'elit. Larsson juga 13 dels 14 partits disponibles fent un gran paper en un equip afeblit per les lesions.

## Internacional
Ha estat internacional 98 cops amb la selecció de Suècia. Va debutar el 13 d'octubre del 1993 al partit Suècia 3 - 2 Finlàndia.
Larsson ha fet 36 gols amb la selecció i ha jugat tres Mundials (1994, 2002 i 2006) i dues Eurocopes (Bèlgica i Països Baixos 2000 i Portugal 2004).

## Participacions en les Copes del Món
Va participar amb la selecció de Suècia a la Copa Mundial dels Estats Units del 1994. Va jugar cinc partits contra Camerun, Rússia, Brasil, Romania i Bulgària. Només va ser titular al partit contra Bulgària, i va fer el tercer gol del seu equip. Suècia va quedar finalment tercera del Mundial.
El 2002 va jugar la Copa Mundial Corea i Japó, quatre partits (Anglaterra, Nigèria, Argentina i el Senegal). Larsson va ser titular a tots els partits de la selecció sueca, i va fer tres gols (dos contra Nigèria i un contra Senegal).
Finalment el 2006 va jugar els seus últims partits amb la selecció a la Copa Mundial de Futbol d'Alemanya. Va jugar els quatre partits de Suècia, contra Trinitat i Tobago, Paraguai, Anglaterra i Alemanya, fins que va caure als vuitens de final contra Alemanya. Va ser titular a tots els partits i va fer un gol contra Anglaterra. Al partit de vuitens, quan el seu equip perdia per 2-0 contra Alemanya, va fallar un penal xiulat per una falta contra ell mateix.
| Mundial                        | Seu                  | Posició                    |
| ------------------------------ | -------------------- | -------------------------- |
| Copa del Món de Futbol 1994    | Estats Units         | Semifinal, 3r lloc         |
| Copa del Món de Futbol 2002    | Corea del Sud i Japó | Vuitens, 13é lloc          |
| Copa Mundial de Fútbol de 2006 | Alemanya             | Vuitens de final, 14é lloc |

## Clubs
| Temp.   | Club                 | País          | Lliga                    | Part. | Gols |
| ------- | -------------------- | ------------- | ------------------------ | ----- | ---- |
| 1992    | Helsingborgs IF      | Escània       |                          | 31    | 34   |
| 1993    | Helsingborgs IF      | Escània       |                          | 25    | 16   |
| 1993/94 | Feyenoord            | Països Baixos | Eredivisie               | 15    | 1    |
| 1994/95 | Feyenoord            | Països Baixos | Eredivisie               | 23    | 8    |
| 1995/96 | Feyenoord            | Països Baixos | Eredivisie               | 32    | 10   |
| 1996/97 | Feyenoord            | Països Baixos | Eredivisie               | 31    | 7    |
| 1997/98 | Celtic FC            | Escòcia       | Lliga escocesa de futbol | 35    | 16   |
| 1998/99 | Celtic FC            | Escòcia       | Lliga escocesa de futbol | 35    | 29   |
| 1999/00 | Celtic FC            | Escòcia       | Lliga escocesa de futbol | 9     | 8    |
| 2000/01 | Celtic FC            | Escòcia       | Lliga escocesa de futbol | 37    | 35   |
| 2001/02 | Celtic FC            | Escòcia       | Lliga escocesa de futbol | 33    | 29   |
| 2002/03 | Celtic FC            | Escòcia       | Lliga escocesa de futbol | 35    | 28   |
| 2003/04 | Celtic FC            | Escòcia       | Lliga escocesa de futbol | 37    | 30   |
| 2004/05 | FC Barcelona         | Catalunya     | Primera Divisió          | 11    | 3    |
| 2005/06 | FC Barcelona         | Catalunya     | Primera Divisió          | 28    | 10   |
| 2006    | Helsingborgs IF      | Escània       |                          | 77    | 34   |
| 2007    | Manchester United FC | Anglaterra    | FA Premier League        | 12    | 3    |
|         | Total                |               |                          | 444   | 275  |

## Palmarès

### Campionats estatals
- 2 Copa neerlandesa (Feyenoord, 1994 i 1995)
- 4 Lligues escoceses (Celtic FC, temporades 97-98, 00-01, 01-02 i 03-04)
- 2 Copes d'Escòcia (Celtic FC, temporades 00-01 i 03-04)
- 2 Lligues espanyoles (FC Barcelona, 2004-2005 i 2005-2006)
- 1 Supercopa d'Espanya (FC Barcelona, 2005)
- 1 Copa Catalunya (FC Barcelona, temporada 2004-2005)
- 1 Copa de Suècia (Helsingborgs IF, temporada 2006)

### Campionats internacionals
- 1 Lliga de Campions de la UEFA (FC Barcelona) (2006).

### Distincions individuals
- 5 cops màxim golejador de la lliga escocesa de futbol (Celtic FC, temporades 1998-99, 2000-01, 2001-02, 2002-03, 2003-04)
- 1 Bota d'Or (Celtic FC, temporada 00-01)
- Millor futbolista de l'any a Suècia (1997)
- 2 cops elegit millor futbolista de l'any a Escòcia (1998 i 2001)
- Membre de l'Orde de l'Imperi Britànic (2006)